# Wikariat Lousada
Wikariat Lousada − jeden z 22 wikariatów diecezji Porto, składający się z 25 parafii:
- Parafia Najświętszej Maryi Panny w Alvarenga
- Parafia św. Salwadora w Aveleda
- Parafia św. Wincentego w Boim
- Parafia św. Piotra w Caíde de Rei
- Parafia św. Paio w Casais
- Parafia św. Jakuba w Cernadelo
- Parafia św. Jana Ewangelisty w Covas
- Parafia św. Andrzeja w Cristelos
- Parafia Boskiego Zbawiciela w Figueiras
- Parafia św. Małgorzaty w Lodares
- Parafia św. Małgorzaty w Lousada
- Parafia św. Jakuba Większego w Lustosa
- Parafia św. Jana Chrzciciela w Macieira
- Parafia Matki Bożej Większej w Meinedo
- Parafia św. Jana Ewangelisty w Nespereira
- Parafia w Nevogilde
- Parafia św. Krystyny w Nogueira
- Parafia św. Eulalii w Ordem
- Parafia św. Wawrzyńca w Pias
- Parafia św. Eulalii w Vizela
- Parafia św. Stefana w Barrosas
- Parafia św. Piotra Fins w São Pedro Fins do Torno
- Parafia św. Michała w Silvares
- Parafia Najświętszej Maryi Panny w Vilar do Torno e Alentém
- Parafia Matki Bożej Oczekującej w Sousela